# Ababua
El pueblo Ababua, (también Aba, Ababwa, Baboa, Babua, Babwa, Boa, Bwa) es un grupo étnico de origen bantú que habita en la República Democrática del Congo. Hablan el idioma Bwa. Habitan la sabana en un territorio delimitado por el curso medio de los ríos Uele y Arwimi al norte de la República Democrática del Congo. Son originarios de la región de Bar el Gazal (Sudán del Sur).
Están en estrecho contacto con los pueblos Mangbetu y Azande. La mayoría de los habitantes de la provincia de Bajo Uele, con una población de 900.000 habitantes en 2007, son ababua. Viven principalmente de la agricultura de subsistencia, la cría de ganado y la caza, con algo de comercio fluvial.

## Territorio
Los integrantes del pueblo ababua se distribuyen en los siguientes territorios de la República Democrática del Congo:
Provincia de Bajo Uele: Buta, Bambesa, Aketi y Bondo
Provincia de Tshopo: Banalia
Provincia de Ubangi del Norte y Ubangi del Sur.

## Costumbres
Los ababua son conocidos por sus máscaras, tradicionalmente utilizadas para realzar el coraje de un guerrero antes de la batalla y en ceremonias para celebrar victorias. Los ababua tallan amuletos para protegerse del mal. También hacen arpas donde el cuello tiene una cabeza humana tallada, o todo el cuerpo tanto con representaciones de figuras masculinas como femeninas. Entre 1903 y 1910, los ababua se rebelaron contra los ocupantes coloniales belgas de la región.